# Aeropuerto de Žilina
El Aeropuerto de Žilina (IATA: ILZ, OACI: LZZI) es un aeropuerto situado en la ciudad de Žilina, en Eslovaquia. Está localizado en el pueblo de Dolný Hričov, a 10 km del oeste de la ciudad. El aeropuerto es usado para vuelos de cabotaje e internacionales, para vuelos privados, deportivos, de ambulancia, y otros tipos de vuelos especiales.

## Historia
Fue construido en la década de 1970, para reemplazar al viejo aeropuerto de Brezovský Majer, que también se encontraba en la ciudad de Žilina. El primer vuelo fue el 4 de mayo de 1972, aunque el aeropuerto fue oficialmente inaugurado el 2 de agosto de 1972.

## Aerolíneas y destinos
- Czech Airlines (Praga)